# Jenny Fahlstedt
Jenny Oscaria Amanda Fahlstedt, tidigare Fridorff, född 27 augusti 1853 i Stockholm, död 8 oktober 1906 i Stockholm, var en svensk operettsångerska, sångpedagog och tonsättare. 
Hon var elev vid Stockholms musikkonservatorium 1865–1867 och var sedan aktiv på Södra teatern, Mindre teatern, Ladugårdslandsteatern och Djurgårdsteatern i Stockholm under åren 1870–1879. År 1877 gifte hon sig med agenten Johan Fahlstedt, och lämnade kort därefter scenerna. Hon studerade sedan för Pauline Viardot-García och Victor Alphonse Duvernoy i Paris, varefter hon öppnade sång- och musikskola i Stockholm.
Fahlstedt författade även visor, bland andra "Vill du hålla mig kär", "Gullvivan" och "Med första rosen, som sprang i knopp".

## Teater

### Roller (ej komplett)
| År   | Roll      | Produktion                                                                                   | Regi | Teater           |
| ---- | --------- | -------------------------------------------------------------------------------------------- | ---- | ---------------- |
| 1873 |           | Tjufskyttarne Jacques Offenbach, Henri Charles Chivot och Alfred Duru                        |      | Djurgårdsteatern |
| 1875 | Syflickan | Lucifers minister Erik Bøgh                                                                  |      | Mindre teatern   |
| 1875 | Zanetta   | Prinsessan av Trebizonde Jacques Offenbach, Charles-Louis-Étienne Nuitter och Étienne Tréfeu |      | Mindre teatern   |

## Verklista
Lista över kompositioner av Jenny Fahlstedt.

### Sång och piano
- Le volontaire de 1870. Text av J. Quincampoix. Utgiven på 1870-talet.[6]

- "Vill du hålla mig kär". Text av Rbt Tolf. Utgiven på 1880-talet.[7]

- Tvenne sånger med piano. Utgiven 1888.[8]

1. La pimevère (Gullvivan)
2. Jo jo!

- Sånger för en röst med piano. Utgiven 1890.[9]

1. Solen och morgonrodnaden efter en slavisk folkvisa.
2. Vaggvisa
3. Mina sånger efter Radloff.
4. Du är min!
5. Serenad

- Med första rosen som sprang i knopp. Utgiven 1896. Sjungen av operasångaren Otto Vallenius.[10][11]

- Kvirilitt! Tio visor för de små. Utgiven 1896.[12]

1. Rosenknoppen. Text av Bernhard Severin Ingemann.
2. Fågelkvitter
3. Kycklingarna. Text av Hans Vilhelm Kaalund.
4. Bakningsvisa. Text av Thekla Knös.
5. Lek och allvar. Text av Albert Theodor Gellerstedt.
6. En barnsaga. Text av Albert Theodor Gellerstedt.
7. I skogen. Text av Albert Theodor Gellerstedt.
8. "När jag blir stor". Text av Christian Richardt.
9. Tuppen. Text av Hans Vilhelm Kaalund.
10. Sparvungen. Text av Hans Vilhelm Kaalund.

### Fotnoter
1. 1 2  Musikverkets auktoritetsdatabas, 6 oktober 2017, läs online, läst: 6 oktober 2017.[källa från Wikidata]
2. 1 2 3 4 5  Sveriges dödbok 1830–2020, åttonde utgåvan, Sveriges Släktforskarförbund, november 2021, läst: 8 mars 2022.[källa från Wikidata]
3. ↑  ”Stockholms-Nyheter”. Dagens Nyheter:  s. 2. 23 juli 1873. https://arkivet.dn.se/tidning/1873-07-23/2609/2. Läst 30 december 2020.
4. ↑  ”Från teaterverlden”. Dagens Nyheter:  s. 2. 7 maj 1875. http://arkivet.dn.se/arkivet/tidning/1875-05-07/3151/2. Läst 30 juli 2015.
5. ↑  ”Stockholms-nyheter”. Dagens Nyheter:  s. 2. 15 oktober 1875. http://arkivet.dn.se/arkivet/tidning/1875-10-15/3287/2. Läst 31 juli 2015.
6. ↑  Fahlstedt, Jenny; J. Quincampoix (18--). Le volontaire de 1870. Chant patriotique. Paris: Parvy. Libris 15210805
7. ↑  Fahlstedt, Jenny; Rbt Tolf (188-). "Vill du hålla mig kär" Sång för en röst vid piano. Stockholm: Julius Bagge. Libris 15199493
8. ↑  Fahlstedt, Jenny (1888). Tvenne sånger med piano. Stockholm: Abraham Lundquist. Libris 15198261
9. ↑  Fahlstedt, Jenny (1890). Sånger för en röst vid piano. Köpenhamn: Wilhelm Hansen. Libris 873651
10. ↑  Fahlstedt, Jenny (1896). Med första rosen som sprang i knopp. Romans för en röst och piano. Stockholm: Abraham Lundquist. Libris 15210642
11. ↑  ”Inventering hösten 2012 av kvinnliga tonsättares verk i MTB:s raritetssamlingar”. Arkiverad från originalet den 19 november 2017. https://web.archive.org/web/20171119222911/http://musikverket.se/musikochteaterbiblioteket/files/2017/10/Inventering-kvinnliga-tons%C3%A4ttare_2016_10_13daja.pdf. Läst 14 november 2017.
12. ↑  Fahlstedt, Jenny (1895). Kvirilitt! Tio visor för de små. Stockholm: Abraham Lundquist. Libris 22651785